# كازيميرز فايدا
كازيميرز فايدا (بالبولندية: Kazimierz Wajda)‏ هو ممثل بولندي، ولد في 3 ديسمبر 1905 بلفيف في أوكرانيا، وتوفي في 8 مايو 1955 بوارسو في بولندا.